# ريتشارد إي. كونيل
ريتشارد إي. كونيل (بالإنجليزية: Richard E. Connell) هو سياسي أمريكي، ولد في 6 نوفمبر 1857 في بكبسي في الولايات المتحدة، وتوفي في 30 أكتوبر 1912. حزبياً، نشط في الحزب الديمقراطي. وقد انتخب عضو مجلس النواب الأمريكي.